# Lista de prêmios e indicações recebidos por Fernanda Brum
Lista de prêmios e indicações de Fernanda Brum, cantora gospel brasileira que vendeu mais de 6 milhões de cópias de seus projetos, e já foi indicada ao Grammy Latino quatro vezes, sendo premiada em duas ocasiões. A cantora foi certificada pela Associação Brasileira dos Produtores de Discos com nove discos de platina, sendo tres platina triplo e quatro platina duplo, um de Diamante e dezenove discos de ouro.
Em 1996, a Fernanda lança seu primeiro álbum pela MK Music, intitulado de Meu Bem Maior, no mesmo ano recebeu prêmio de Revelação do Ano no Troféu Talento.
Em 2008 recebeu sua primeira indicação ao Grammy Latino com o álbum Cura-me, na categoria Melhor Álbum de Música Cristã, a canção título Cura-me foi indicada ao Troféu Talento na categoria de Música do Ano e ganhou na categoria de Dupla do Ano com Eyshila.
Seu segundo álbum ao vivo, 'Da Eternidade', que foi ganhador do primeiro Grammy Latino da cantora na categoria de Melhor Álbum de Música Cristã, foi indicado na categoria de álbum do ano no Troféu Gerando Salvação, e a canção 'O Que Sua Glória Fez Comigo' na categoria de Música do Ano e Canção Chiclete, o álbum e o clipe de 'Efésios' foram indicado ao Troféu de Ouro. O álbum ao vivo em Israel também foi indicado ao Grammy.
Em 2018 lança 'Som da Minha Vida' que ganhou o Grammy Latino de Melhor Álbum de Música Cristã. Os clipes, 'Limpe o Palco, Apague as Luzes', 'Ar e 'Escreve' foram indicados ao Troféu Gerando Salvação.

## Troféu Promessas
| Ano  | Categoria      | Trabalho         | Resultado |
| ---- | -------------- | ---------------- | --------- |
| 2013 | Melhor CD      | Liberta-me       | Indicado  |
| 2013 | Melhor Clipe   | Liberta-me       | Indicado  |
| 2013 | Melhor Cantora | Ela mesma        | Venceu    |
| 2012 | Melhor CD      | Glória In Rio    | Indicado  |
| 2012 | Melhor DVD     | Glória In Rio    | Indicado  |
| 2012 | Melhor Música  | Canta Minha Alma | Indicado  |
| 2012 | Melhor Cantora | Ela mesma        | Venceu    |
| 2011 | Melhor Clipe   | Pavão Pavãozinho | Venceu    |
| 2011 | Melhor CD      | Glória           | Indicado  |
| 2011 | Melhor Cantora | Ela mesma        | Indicado  |

## Troféu Talento
| Ano  | Categoria                      | Trabalho                | Resultado |
| ---- | ------------------------------ | ----------------------- | --------- |
| 2009 | Dupla do Ano                   | Fernanda Brum e Eyshila | Venceu    |
| 2009 | Música do ano                  | Cura-me                 | Indicado  |
| 2009 | Melhor álbum pop e pop rock    | Cura-Me                 | Indicado  |
| 2009 | Álbum do Ano                   | Cura-Me                 | Indicado  |
| 2009 | Cantora do Ano                 | Ela Mesma               | Indicado  |
| 2009 | Videoclipe do Ano              | Cura-me                 | Indicado  |
| 2007 | Cantora do Ano                 | Ela mesma               | Venceu    |
| 2007 | CD de Adoração e Louvor        | Profetizando às Nações  | Indicado  |
| 2007 | Música do Ano                  | Profetizando às Nações  | Indicado  |
| 2005 | Cantora do ano                 | Ela mesma               | Indicado  |
| 2005 | Melhor CD Ao Vivo              | Apenas um Toque         | Indicado  |
| 2005 | Melhor CD de Adoração e Louvor | Apenas um Toque         | Indicado  |
| 2005 | Música do Ano                  | Apenas um Toque         | Indicado  |
| 2005 | Videoclipe do Ano              | Ele Escolheu os Cravos  | Indicado  |
| 2003 | Videoclipe do Ano              | Quebrantado Coração     | Indicado  |
| 2003 | Música do Ano                  | Quebrantado Coração     | Indicado  |
| 2003 | CD do Ano                      | Quebrantado Coração     | Indicado  |
| 2003 | Melhor Regravação              | Lembranças de Jesus     | Venceu    |
| 2003 | Cantora do Ano                 | Ela mesma               | Venceu    |
| 2002 | Melhor Regravação              | Feliz de Vez            | Indicado  |
| 1996 | Revelação Feminina             | Ela mesma               | Venceu    |

## Grammy Latino
| Ano  | Categoria                                         | Trabalho          | Resultado |
| ---- | ------------------------------------------------- | ----------------- | --------- |
| 2008 | Melhor Álbum de Música Cristã (língua portuguesa) | Cura-me           | Indicado  |
| 2015 | Melhor Álbum de Música Cristã (língua portuguesa) | Da Eternidade     | Venceu    |
| 2017 | Melhor Álbum de Música Cristã (língua portuguesa) | Ao Vivo em Israel | Indicado  |
| 2018 | Melhor Álbum de Música Cristã (língua portuguesa) | Som da Minha Vida | Venceu    |

## Troféu de Ouro
| Ano  | Categoria                        | Trabalho       | Resultado |
| ---- | -------------------------------- | -------------- | --------- |
| 2015 | Melhor Álbum Nacional            | Da Eternidade  | Indicado  |
| 2015 | Melhor Música de Todos os Tempos | Espírito Santo | Indicado  |
| 2016 | Cantora Nacional                 | Ela mesma      | Venceu    |
| 2016 | Melhor Clipe                     | Efésios        | Indicado  |

## Troféu Gerando Salvação
| Ano  | Categoria       | Trabalho                                                                | Resultado |
| ---- | --------------- | ----------------------------------------------------------------------- | --------- |
| 2016 | Música Chiclete | O Que Sua Glória Fez Comigo                                             | Indicado  |
| 2016 | Música do Ano   | O Que Sua Glória Fez Comigo                                             | Indicado  |
| 2016 | Álbum do Ano    | Da Eternidade                                                           | Indicado  |
| 2016 | Cantora do Ano  | Ela Mesma                                                               | Indicado  |
| 2019 | Videoclipe      | Limpe o Palco, Apague as Luzes                                          | Indicado  |
| 2021 | Videoclipe      | Ar                                                                      | Indicado  |
| 2021 | Cantora do ano  | Ela mesma                                                               | Indicado  |
| 2022 | Videoclipe      | Escreve                                                                 | Indicado  |
| 2022 | Cantora do ano  | Ela mesma                                                               | Indicado  |
| 2024 | Cantora do Ano  | Ela mesma                                                               | Indicado  |
| 2024 | Feat do ano     | A Doçura do Teu Falar (Ana Paula Valadão feat. Fernanda Brum e Eyshila) | Indicado  |

## Deezer Gospel Day
| Ano  | Categoria | Trabalho  | Resultado |
| ---- | --------- | --------- | --------- |
| 2022 | Cantora   | Ela mesma | Indicado  |

## Troféu Rede Gospel
| Ano  | Categoria        | Trabalho                            | Resultado |
| ---- | ---------------- | ----------------------------------- | --------- |
| 2024 | Projeto Infantil | A Alegria do Senhor Com Smilinguido | Indicado  |

## Restrospectiva Super Gospel
| Ano  | Categoria    | Trabalho | Resultado |
| ---- | ------------ | -------- | --------- |
| 2021 | Melhor Clipe | Escreve  | TOP 1     |

## Ver Também
- Fernanda Brum
- Discografia de Fernanda Brum